# Archosauromorpha
Az Archosauromorpha (görög eredetű nevének jelentése uralkodógyík alakúak) a diapsida hüllők egyik alosztályága, amely a késő perm időszakban jelent meg, és a triász idejére vált elterjedtté. Ide tartoznak a Rhynchosauria, Trilophosauridae, Prolacertiformes és Archosauriformes csoportok, valamint ideiglenesen a Choristodera rend tagjai. Bár e hüllők a megjelenésüket illetően változatosnak tűnnek (egykor különböző alosztályokba sorolták be őket, például a trilophosauridákat euryapsidáknak, a rynchosaurusokat pedig lepidosaurusoknak és a hidasgyíkokkal közös rend tagjainak tekintették), számos apró csontváz- és koponyajellemző alapján összetartoznak, és egyetlen közös őstől származó kládot alkotnak.
A fent említett öt taxonból az első három már a triász–jura kihalási esemény során vagy azt megelőzően kihalt. A choristoderák kis csoportja a miocén időszakig fennmaradt, az archosauriformesek pedig még azelőtt fontos tényezőjévé váltak a kora triász időszaki élettereknek, mielőtt a legsikeresebb archosaurusok megjelentek volna.

## Taxonómia

### Osztályozás
- Diapsida alosztály
  - ARCHOSAUROMORPHA alosztályág
    - Euparkeriidae család
    - Erythrosuchidae család
    - Proterochampsidae család
    - Proterosuchidae család
    - Choristodera rend
    - Prolacertiformes rend
    - Rhynchosauria rend
    - Trilophosauria rend
    - Archosauria osztag
      - Crurotarsi alosztag
        - Ornithosuchidae család
        - Aetosauria rend
        - Phytosauria rend
        - Rauisuchia rend
        - Crocodylomorpha öregrend
          - Crocodilia rend

      - Avemetatarsalia alosztag
        - Pterosauria rend
        - Dinosauria öregrend
          - Ornithischia rend
          - Saurischia rend

### Törzsfejlődés
```
Archosauromorpha

 |--+--
Rhynchosauria

 |   `--+-?
Teraterpeton

 |      `--
Trilophosauria

 `--+--
Prolacertiformes

   `--
Archosauriformes

         |-?
Uatchitodon

         |--
Proterosuchidae

         `--+-?
Erythrosuchidae

            `--+-?
Heleosaurus

               `--+--
Euparkeriidae

                  `--+--?
Turfanosuchus

                     |--
Proterochampsidae

                     `--+--
Yonghesuchus

                        `--
Archosauria
 [
Archosauria = Avesuchia]
                           |--
Crurotarsi
 (krokodilok és rokonaik)
                           `--
Ornithodira
 (dinoszauruszok, pteroszauruszok, és madarak)
```

## Fordítás
- Ez a szócikk részben vagy egészben  az   Archosauromorpha című angol Wikipédia-szócikk ezen változatának fordításán alapul.  Az eredeti cikk szerkesztőit annak laptörténete sorolja fel. Ez a jelzés csupán a megfogalmazás eredetét és a szerzői jogokat jelzi, nem szolgál a cikkben szereplő információk forrásmegjelöléseként.